# Tordas
Tordas is een plaats (község) en gemeente in het Hongaarse comitaat Fejér. Tordas telt 1764 inwoners (2001).